# Агурьяново
Агурьяново — деревня в Себежском районе Псковской области России. Входит в состав сельского поселения Себежское.

## География
Находится на юго-западе региона, в северной части района, в лесной местности около деревень Афанасьева Слобода, Усадищи, фактически представляя единое поселение.
Уличная сеть не развита.

## История
В 1802—1924 годах земли поселения Агурьянова входили в Афанасьево-Слободскую волость Опочецкий уезд Псковской губернии.
В 1941—1944 гг. местность находилась под фашистской оккупацией войсками Гитлеровской Германии.
До 1995 года деревня входила в Томсинский сельсовет. Постановлением Псковского областного Собрания депутатов от 26 января 1995 года все сельсоветы в Псковской области были переименованы в волости и деревня стала частью Томсинской волости.
В 2010 году Томсинская волость, вместе с Агурьяново и другими населёнными пунктами, была влита в состав нового муниципального образования «сельское поселение Себежское».

## Население
| 2001 | 2002 | 2010 |
| ---- | ---- | ---- |
| 18   | ↘15  | ↘5   |

Согласно результатам переписи 2002 года, в национальной структуре населения русские составляли 100 % от общей численности в 15 чел..

## Инфраструктура
Личное подсобное хозяйство.

## Транспорт
Деревня доступна по просёлочным дорогам